# 서아프리카포토원숭이
서아프리카포토원숭이(Perodicticus potto)는 로리스과에 속하는 곡비원류 야행성 영장류의 일종이다. 열대 서아프리카 지역에서 발견된다. 1704년 포토원숭이 종을 기재한 빌렘 보스만(Willem Bosman)의 이름을 따서 보스만포토라는 이름으로도 알려져 있다. 포토원숭이속의 모식종이다.

## 분류학
서아프리카포토원숭이는 이전에 포토원숭이속의 유일종으로 간주했지만, 2015년 연구에서 이를 세 종으로 나누었으며, 학명 Perodicticus potto 종만을 서아프리카 개체군에 적용했다.
계통학적 증거는 서아프리카 포토가 페로딕티쿠스속(Perodicticus)에서 가장 원시적인 종임을 뒷받침하며, 다른 두 종은 서로 자매종이다. 서아프리카포토원숭이는 1천만 년 전부터 600만 년 전 사이인 마이오세 중후기에 다른 종과 분화된 것으로 추정된다.
의문의 여지가 있는 "가짜포토원숭이"(Pseudopotto martini)는 현재 서아프리카포토원숭이의 잘못 식별된 표본이었던 것으로 여겨진다.

## 분포 및 서식지
서아프리카포토원숭이는 기니 지역에서 서쪽으로 나이지리아까지 분포하며, 세네갈 동부에는 개체군이 격리되어 있다. 나이저강은 서아프리카포토원숭이의 분포에 동쪽 장벽 역할을 하며, 중앙아프리카포토원숭이(P. edwardsi)와 분리되어 있다.

## 생태
서아프리카포토원숭이의 몸길이는 30~39cm이고, 3~10cm의 꼬리를 갖고 있다. 세네갈의 몬트 아시리크에 사는 침팬지 한 개체군은 낮 동안 잠자리에서 꺼내어 서아프리카 포토스를 먹는 것으로 관찰되었다. 그러나 이러한 행동은 다른 곳의 침팬지에서는 관찰되지 않았다.

## 보존
서아프리카포토원숭이는 사람 거주지 근처의 교란된 숲에서 사는 것으로 알려져 있지만, 서아프리카의 개체 수 증가와 그에 따른 서식지 파괴는 이 종에게 심각한 위협이 되고 있다. 산업형 농업을 위한 대규모 삼림 벌채는 이 종의 급격한 개체 수 감소로 이어진 것으로 여겨진다. 또한, 사냥할 수 있는 대형 동물의 감소로 인해 이 종은 부시미트(야생동물)를 위한 사냥이 더 빈번해졌고, 이는 결국 포토원숭이의 희귀성을 더욱 악화시켰다. 이로 인해 IUCN 적색 목록에서는 준위협종으로 분류되어 있다.